# Lá kèm

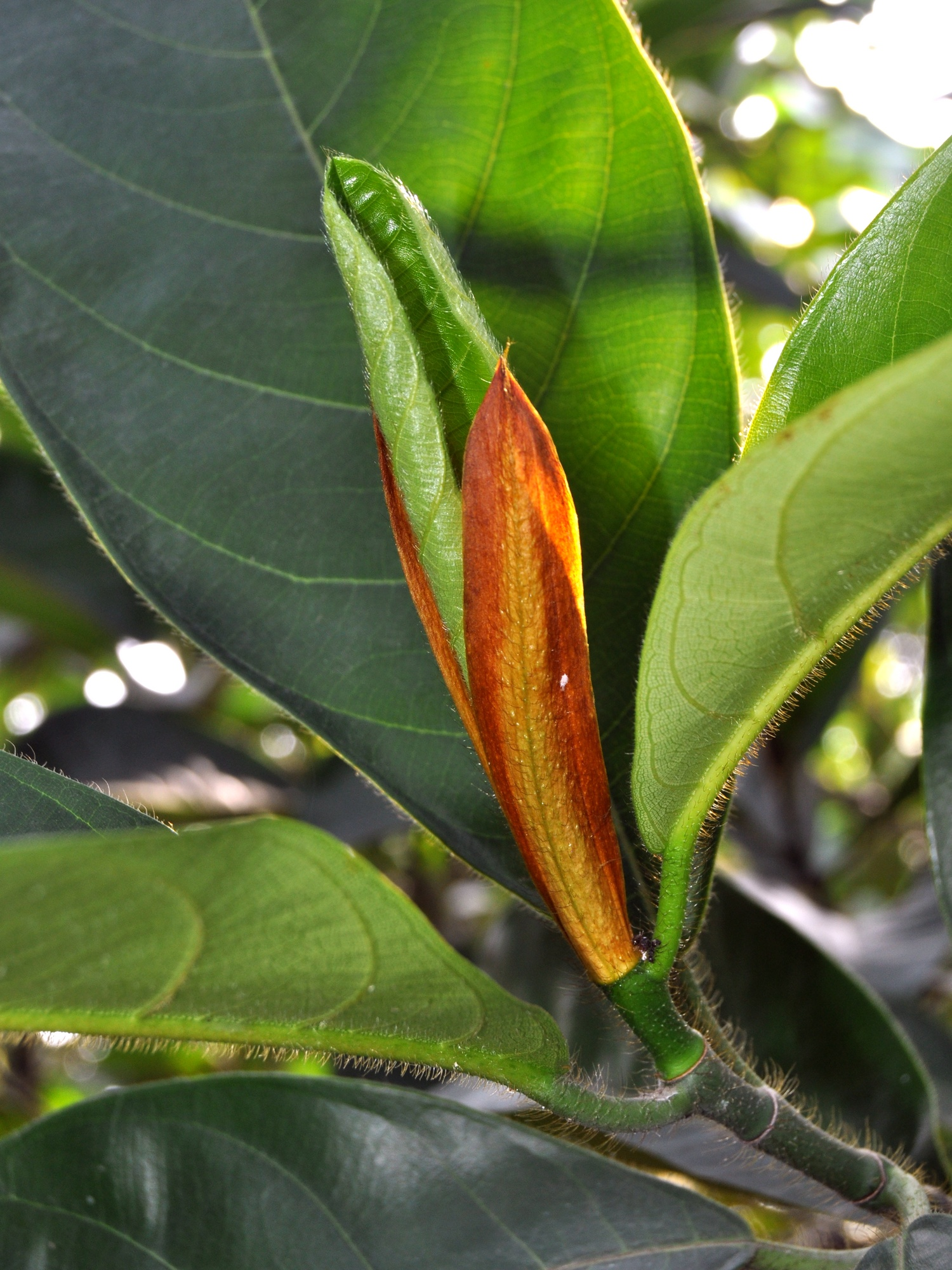
Lá kèm (màu vàng nâu) ở Mít tố nữ Artocarpus integer

Trong thực vật học, lá kèm (tiếng Anh: stipule, exstipulate) là cơ quan thường mọc ở cả hai bên (đôi khi chỉ ở một bên) của gốc cuống lá. Lá kèm được coi là một phần giải phẫu của lá ở một loài thực vật có hoa điển hình, mặc dù ở nhiều loài khác khó quan sát được lá kèm hoặc đôi khi hoàn toàn không có lá kèm. Trong một số tài liệu thực vật cũ hơn, thuật ngữ tiếng Anh "stipule" được sử dụng để chỉ bất kỳ lá nhỏ hoặc bộ phận nào của lá, đặc biệt là lá bắc. Từ stipule được Linnaeus đặt ra từ tiếng Latin stipula nghĩa là cọng rơm (straw), rình rập (stalk).

## Các dạng lá kèm
|  |  |  |  |

|  |  |  |  |

|  |  |  |  |

## Đặc điểm chung
Vị trí của các lá kèm trên cây rất khác nhau tùy theo loài, mặc dù chúng thường nằm theo cặp ở gốc cuống lá. Lá kèm thường gặp nhất ở thực vật hai lá mầm. Một số cây một lá mầm có cấu trúc giống như lá kèm, nhưng chỉ có một lá kèm trên mỗi lá. Có mối quan hệ giữa giải phẫu của đốt thân (stem node) và sự hiện diện hay vắng mặt của các lá kèm: hầu hết các cây có đốt thân ba hốc (trilacunar node) đều có lá kèm; những loài có đốt thân một hốc (unilacunar node) không có lá kèm.
Lá kèm có thể thay đổi về mặt hình thái và có thể xuất hiện dưới dạng tuyến, vảy, lông, gai hoặc cấu trúc tầng (giống như lá) và nhiều hình dạng khác.

## Phân loại lá kèm

### Theo thời gian tồn tại
Dựa theo thời gian tồn tại có 3 loại lá kèm là lá kèm rụng trước khi lá mở ra (caducous stipules), lá kèm rụng ngay sau khi lá mở ra (deciduous stipules), lá kèm lâu dài vẫn tồn tại sau khi lá mở ra (persistent stipules).

### Theo hình dạng, kích thước và vị trí
Lá kèm có nhiều hình thái như lá kèm tự do (free lateral), lá kèm đính bên (adnate), lá kèm xa trục (abaxial), lá kèm xen cuống lá (interpetiolar), lá kèm trong gốc cuống lá (intrapetiolar), bẹ chìa (ochrea, ocrea), thìa lìa (ligual), lá kèm dạng lá (foliaceous), lá kèm dạng vảy chồi (bud scales), lá kèm dạng tua cuốn (tendrillar) hoặc lá kèm biến thành gai (spiny).
Một lá kèm được coi là "đính bên" nếu phần lớn chiều dài của lá kèm dính dọc vào một phần chiều dài của cuống lá, nhưng phần chóp lá kèm rời ra khỏi cuống lá.
Lá kèm xen cuống lá là dạng lá kèm nằm ở giữa các cuống lá, không gắn vào các cuống lá mà gắn vào thân giữa hai cuống lá đối diện nhau. Mỗi bên cuống lá có hai lá kèm, mỗi lá kèm từ cùng một bên cuống lá được hợp nhất với nhau, do đó có vẻ như chỉ có một lá kèm ở giữa mỗi lá.
Lá kèm trong gốc cuống lá nằm ở góc giữa thân và cuống lá. Trong trường hợp này, hai lá kèm thường hình thành cùng nhau và có vẻ như là hợp thành một lá còn cuống lá xuyên qua giữa.
Nếu một lá kèm tạo thành màng mỏng ôm lấy thân cây ở phía trên chỗ cuống lá đính vào thân thì gọi là bẹ chìa (ochrea, ocrea). Bẹ chìa là lá kèm đặc trưng của họ Rau răm (Polygonaceae).
Họ Lúa (Poaceae), họ Cói (Cyperaceae), họ Gừng (Zingiberaceae) còn có một dạng lá kèm đặc trưng gọi là thìa lìa hay lưỡi nhỏ (ligula) là phiến lồi nhỏ nằm ở phía trong của lá nơi ranh giới giữa phiến và bẹ lá; có khi chỉ được tượng trưng bằng một lằn lông. Thìa lìa là đặc tính quan trọng trong phân loại của họ Lúa.
Một lá kèm có thể được hợp nhất với thân cây hoặc với lá kèm khác trên cùng một đốt gọi là lá kèm dạng lá. Ví dụː lá kèm ở loài Alchemilla mollis, Pisum sativum...
Lá kèm dạng "vảy chồi" nếu nó cứng, dạng vảy và bảo vệ chồi lá khi chúng hình thành. Chúng thường rụng ngay khi lá thật mọc ra, ví dụ loài Đa búp đỏ Ficus elastica.
Lá kèm biến dạng thành tua cuốn sẽ là những tua dài, mỏng và giúp cây leo lên giá thể. Tua cuốn là lá kèm biến dạng được phân biệt với tua cuốn do lá biến dạng nhờ vị trí mọc trên thân. Ví dụː cây Thổ phục linh Smilax glabra.
Lá kèm biến đổi thành gai sẽ dài, cứng và nhọn, chúng thường được sử dụng để thực vật tự vệ. Ví dụː cây Hoàng liên gai Berberis julianae.
Lá kèm xa trục là loại nằm ở phía đối diện với nơi lá gặp thân. Ví dụ loài Plagianthus divaricatus.
- Bẹ chìa ở lá non cây Cốt khí củ (Reynoutria japonica)
- Thìa lìa (phần màu trắng ở nách lá) ở lá cây Cỏ suối (Catabrosa aquatica)
- Lá kèm biến thành gai ở cây Hoàng liên gai (Berberis julianae)
- Lá kèm  (màu đỏ) bảo vệ chồi lá ở loài Đa búp đỏ (Ficus elastica)

## Chức năng
Lá kèm có nhiều chức năng khác nhau. Lá kèm ở một số loài chưa được hiểu rõ chức năng hoặc có thể chỉ là vết tích.
Thông thường lá kèm có tác dụng giống như lá, tức là có chức năng quang hợp để tạo năng lượng cho cây. Lá kèm còn bảo vệ chồi tiếp theo khi nó đang phát triển rồi rụng đi sau khi chồi mở ra, như với cây dương tulip. Lá kèm có thể được sử dụng làm tua cuốn ở cây leo, ví dụ cây Kim cang tán không cuống (Smilax elegantissima). Lá kèm biến thành gai sử dụng để giúp bảo vệ cây khỏi động vật, ví dụ cây Kim vàng (Barleria lupulina) thuộc phân họ Trinh nữ (Mimosoideae). Một số lá kèm biến đổi dạng tuyến để tiết chất.